# Partizani (film)
Partizani (în sârbocroată Partizani, cu caractere chirilice: Партизани) este un film din 1974 cu partizani iugoslavi  scris și regizat de Stole Jankovic. Rod Taylor interpretează rolul unui iugoslav crescut în Statele Unite ale Americii, care se întoarce acasă pentru a lupta cu germanii ca partizan în cel de-A Doilea Război Mondial. Adam West interpretează rolul unui ofițer german.
Partzani a fost filmat în diverse locuri din Iugoslavia și pretinde că se bazează pe o poveste adevărată. S-au produs mai multe versiuni, inclusiv o versiune originală de trei ore pentru televiziunea iugoslavă și o versiune de lungmetraj pentru piața americană. Rod Taylor a fost implicat în rescrierea și filmarea unor scene suplimentare în timpul postproducției.
A fost realizat, de asemenea, un miniserial TV cu același nume, cu 2 episoade.

## Rezumat
Povestea are loc la începutul celui de-A Doilea Război Mondial, în 1941, când partizanii Marko și Brka își conduc echipa în bătălie, atacând transporturi germane, eliberând evrei întemnițați și atacând și sabotând fabricile. Marko se îndrăgostește de o evreică, Anna, care este îndrăgostită și de căpitanul german Kurt Keller. Căpitanul încearcă în toate felurile s-o găsească, precum și un convoi de evrei „răpiți” de partizani. 
Intriga filmului culminează cu uciderea lui Brka de către cetnici și cu o bătălie la sfârșit, în care germanii, hotărâți să-i nimicească pe partizani, se năpustesc asupra lor cu un convoi de tancuri. 
Răniții sunt transferați în Bosnia din Serbia, iar Marko și ceilalți partizani care le păzesc și le asigură retragerea cad eroic în fața armatei germane.

## Distribuție
- Rod Taylor – Marko, partizan
- Adam West – căpitanul german Kurt Kohler
- Brioni Farrell⁠(d) – Anna Kleitz, evreică
- Bata Živojinović – Brka, partizan
- Peter Carsten⁠(d) – col. Henke
- Olivera Katarina – Mila
- Branko Pleša⁠(d) – general brig. Steiger
- Marinko Šebez ca Sele
- Janez Vrhovec –  col. Hoffmann
- Dragomir Felba – Chicha
- Gizela Vuković – primăriță
- Cane Firaunović – Lt. Schuler
- Jovan Janićijević⁠(d) –  Machek
- Dragomir Čumić⁠(d) – partizan (necreditat)
- Dragomir Stanojevic – german (necreditat)
- Zoran Stojiljković – ofițer german (necreditat)
- Predrag Milinković – refugiat evreu (necreditat)

## Trivia
Producătorul, Ika Panajotovic⁠(d), a fost un avocat și fost jucător de tenis care a reprezentat Iugoslavia la Cupa Davis și a ajuns în semifinale la Turneul de tenis de la Wimbledon.
Imagini din film au fost folosite în A fost odată la... Hollywood, reeditate pentru a-l înfățișa pe Leonardo DiCaprio.